# Comuna Tootsi
Tootsi este o comună (vald) din Județul Pärnu, Estonia și un centru important de producția turbei.